# Rychard Müttermüller

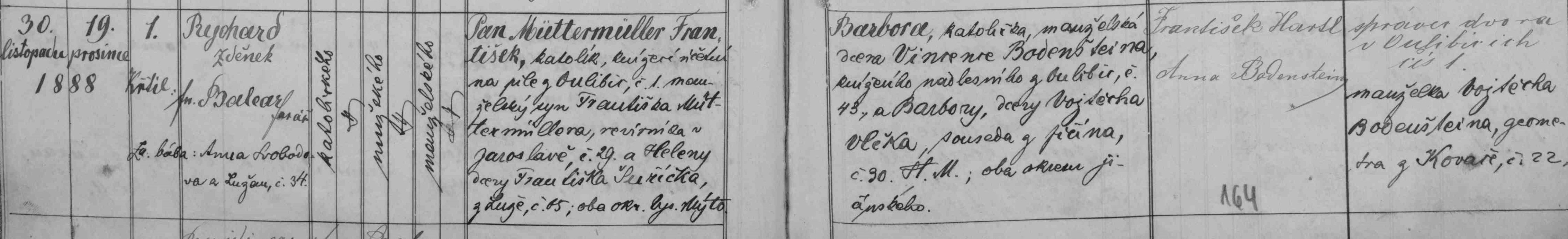
Rychard Müttermüller, český automobilový závodník, záznam o narození a křtu

Rychard Müttermüller, křestní jméno psáno též Richard, některé zdroje uvádějí Rudolf (* 30. listopadu 1888 Úlibice) byl automobilový závodník, tovární jezdec Kopřivnické vozovky (Tatra Kopřivnice) a Čs. Zbrojovky v Brně (1922–1931). Ve své době patřil k nejpopulárnějším automobilovým závodníkům na Moravě.

## Životopis
Narodil se v rodině Františka Müttermüllera, účetního na pile v Úlibici a jeho manželky Barbory, rozené Bodenšteinové. Pokřtěn byl Rychard Zdeněk. Ve 4. třídě jičínské reálky přerušil studium a šel se učit zámečníkem. Jeho otec však trval na vzdělání, a tak vystudoval strojnickou průmyslovku v Přerově. Po studiích se splnil jeho sen, byl přijat do továrny Laurin & Klement, kde 13. března 1907 dostal výuční list strojního zámečníka a v červenci 1907 řidičský průkaz. Byl tedy krátce zaměstnán u firmy Laurin & Klement v Mladé Boleslavi, kde jeho příbuzný Bedřich Müttermüller byl tajemníkem u pražského zastoupení fy. Laurin & Klement. Později byl Bedřich členem vedení AKRČs, v roce 1924 byl např. členem komise pro pořádání sportovních podniků a také byl členem v 30. letech Svazu obchodníků a živnostníků pro obor automobilový a motocyklový ČSR.
V roce 1909 nastoupil R. Müttermüller vojenskou službu u automobilního vojska (Autokader) rakousko-uherské armády a po 3 letech nastoupil na krátký čas do "zajížděcího" oddělení Fiatu ve Vídni. Potom se vrátil do Čech k firmě L&K. Podnikl několik propagačních jízd po Německu, Švýcarsku a Itálii. Po vyhlášení všeobecné mobilizace nastoupil vojenskou službu k automobilnímu vojsku a jako řidič projel všemi frontami. Také vozil poštu mezi Vídní a Lvovem.
Počátkem 20. let se stal Rychard dílenským mistrem zajížděcího oddělení a závodním jezdcem Kopřivnické vozovky. Získal pro značku Tatra řadu tuzemských a zahraničních úspěchů. V tom období tvořil tovární tým závodníků jako byli Karel Klabazňa, Josef Veřmiřovský a Hanzelka. V roce 1926 ukončil své angažmá v Kopřivnici a stal se závodním jezdcem Čs. Zbrojovky. I zde dosáhl řady úspěchů na vozech Z 18 a Z 9. Mezi jeho úspěšné starty lze řadit Zbraslav-Jíloviště, Ecce Homo, Schöber, Pradědský okruh, Brno-Soběšice, Rakouská zimní jízda spolehlivosti atd.. Společně s Bedřichem Sofferem a Karlem Stohanzlem vytvořili na Zetkách koncem 20. let velmi silný tovární tým. Po zranění oka v roce 1929, přestože ještě zaznamenal několik dobrých výsledků, skončily jeho naděje na další pokračování plnohodnotné kariéry automobilového závodníka. V roce 1931 nastoupil do Pragovky a stal se vedoucím opravny v Moravské Ostravě. Po ochrnutí skončil na invalidním křesle.

## Největší úspěchy
- absolutní vítězství v závodě automobilů do vrchu Ecce Homo na Tatře 10/Tatra U (1922)
- vítězství ve třídě do 5,3 l na závodu automobilů do vrchu Zbraslav-Jíloviště na Tatře 10/Tatra U (1922)
- vítězství ve třídě do 1,1 l na závodu automobilů do vrchu Ecce Homo na Tatře 11 (1925)
- vítězství továrního týmu Kopřivnické vozovky (Veřmiřovský, Müttermüller a Hanzelka) s vozy Tatra 11 mezinárodní Polské soutěži spolehlivosti (1924)
- vítězství továrního týmu Zbrojovky (Müttermüller, Soffer a Stohanzl) na mezinárodní zimní soutěži W.M.H.V. z Vídně do Burgerlandu s vozy Z 18 (1927)
- vítězství ve třídě do 1,1 l na 2. ročníku Pradědského okruhu na voze Z 18 Sport (1927)
- vítězství ve třídě do 1,1 l na závodu automobilů do vrchu Schöber na Z 18 Sport (1927)
- vítězství ve třídě do 1,1 l na závodu automobilů do vrchu Ecce Homo na Z 18 Sport (1927)
- vítězství továrního týmu Zbrojovky (Müttermüller, Soffer a Stohanzl) na mezinárodní Rakouské zimní soutěži spolehlivosti s vozy Z 18 (1928)

## Závodní kariéra
Müttermüller závodil v letech 1922–1925 na vozech Tatra Kopřivnické vozovky. Kopřivnická vozovka se počátkem 20. let začala angažovat v závodech automobilů do vrchu a v soutěžích spolehlivosti. Používala k tomu za války vyráběné šestiválce Tatra U (Tatra 10) a čtyřválce Tatra T (Tatra 20) vyvinuté konstruktérem Hansem Ledwinkou. Na ně od roku 1923 navázaly dvouválcové Tatry 11 koncepce Tatra. V letech 1927–1931 závodil na vozech "Z" Československé Zbrojovky Brno, v obou případech jako tovární jezdec.

### 1922
K 6. ročníku závodu automobilů do vrchu Zbraslav-Jíloviště uspořádaném Autoklubem Republiky Československé (AKRČs.), který se konal 30. dubna 1922 (5,6 km, max. stoupání 9%), byli přihlášeni Kopřivnickou vozovkou, a.s. v kategorii do 5,3 l Müttermüller s Honsem na cestovním voze typu U (Tatra 10), se slabším vozem T (Tatra 20) pak Klabazňa (st. č. 89) s Josefem Veřmiřovským (st. č. 90). Hons (st. č. 94) a Müttermüller (st. 95) ve své kategorii cestovních vozů obsadili 1. a 2. místo v čase 3:50,3 min (87,5 km/h) resp. 3:55,3 min (85,7 km/h). V klasifikaci podle "formule" výkonnosti obsadil Müttermüller (Tatra U) 5. místo. Za svůj výkon obdržel Müttermüller stříbrnou medaili.
Do II. ročníku Mezinárodní soutěže spolehlivosti Československem uskutečněné 4.–10. září 1922 přihlásili kopřivničtí tovární tým se 3 vozy, 1 typu U a 2 sportovní faetony typu T (st. č. 14–16). Čtvrtý vůz přihlásilo Ministerstvo národní obrany (MNO), kpt. František Doleček (Tatra U). Poprvé trať vedla až na Podkarpatskou Rus, čímž se prodloužila na 2400 km. Celkem na trať Praha – Opava – Prešov – Košice –  Bratislava – České Budějovice – Praha vyjelo 33 vozů: Tatra, Praga, Laurin & Klement a Walter. Bez trestných bodů dojelo 13 vozů a mezi nimi bez trestných bodů dojela posádka Müttermüller-Letocha (st. č. 14). Zatímco Klabazňa (st. č. 15) a Veřmiřovský (st. č. 16) obdrželi nějaké trestné body a do popředí klasifikace se nedostali. V týmové soutěži (Státní mezinárodní putovní cena) Tatra obsadila 4. místo. Speciální cena Autoklubu Republiky Československé v uznání vynikajícího výkonu byla přidělena Müttermüllerovi (Tatra U).

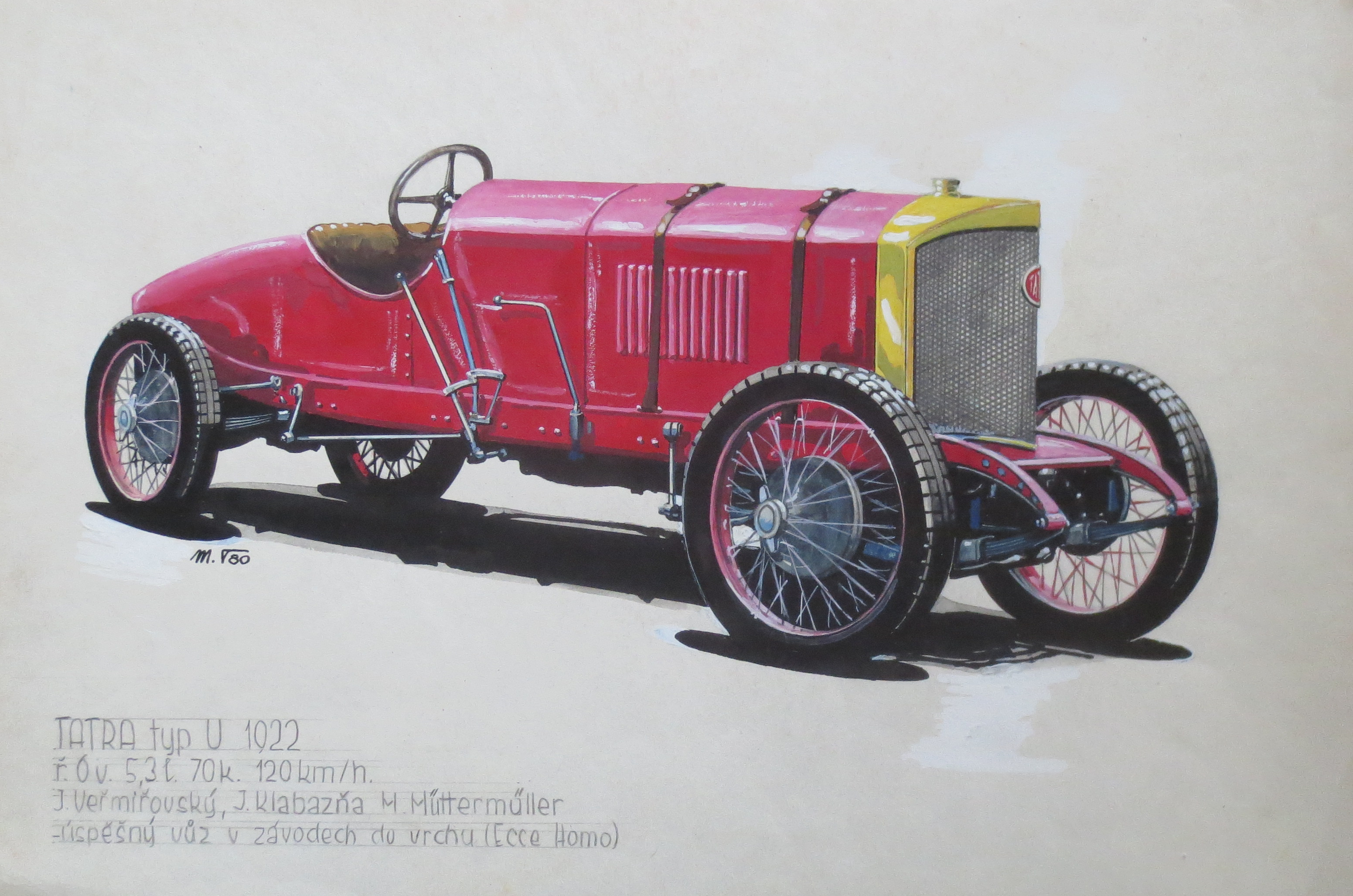
S Tatrou typ U zvítězil Müttermüller na Ecce Homo (1922)

Největšího úspěchu s vozem Tatra U dosáhl Rychard Müttermüller 24. září 1922 na mezinárodních závodech automobilů do vrchu Ecce Homo ve Šternberku (7750 m, výškový rozdíl 311 m, max. stoupání 7,3%). Závod uspořádal brněnský Moravsko-Slezský automobilový klub (MSAC, Mährisch-Schlesischer Automobil Club). V této úpravě vůz dosahoval výkonu 51,5 kW/70 k. R. Müttermüller se v čase 6:52,6 min (67,6 km/h) stal absolutním vítězem závodu. Müttermüllerův vůz měl poprvé vyvedeno výfukové potrubí na levou stranu vozu. Mimo absolutního vítězství Müttermüller vytvořil traťový rekord, když výrazně překonal Klabazňův čas 7:45,6 min z roku 1921 (Tatra T). Kopřivnická vozovka zaznamenala i další úspěch, protože na 2. a 3. místě v kategorii do 3,5 l obsahu se umístili Klabazňa a Veřmiřovský, oba na Tatra T/Tatra 20.

### 1923
Zajímavý závod se uskutečnil 13. května na vídeňské silnici v Brně za pořadatelství MSAC. Byl to závod na 1 km s letmým startem tzv. Brněnský kilometr. Trasa byla zvolena za Brnem mezi Rajhradem a Sobotovicemi tzv. Ledeckou alejí a jela se oběma směry. V cestovních automobilech se zdvihovým objemem nad 4,5 l obsadil Müttermüller na Tatře 10/Tatra U 2. místo v čase 28,1 s. za ing. Josefem Gräfem mladším na voze Gräf & Stift, za nímž zaostal jen o 0,1 vteřiny. V celkovém pořadí prvá 2 místa obsadili jezdci na závodních vozech Steyr a Ballot. Müttermüller obsadil celkové 4. místo v průměrné rychlosti 128,11 km/h.
Ve III. ročníku mezinárodní soutěže spolehlivosti cestovních automobilů Československem uspořádanou AKRČs ve dnech 25. června – 1. července odjely tři nově do výroby zavedené tovární dvouválcové Tatry 11 (Müttermüller-Letocha, Veřmiřovský-Bartas, Klabazňa-Vencl, st. č. 9-11) a také čtyřválcový vůz Tatra 20 (Tatra T, 14/45 HP) vyslaný MNO s posádkou št. kpt. Doleček-des. Lachmann (st. č. 19). Z 20 startujících automobilů dojelo do pražského cíle 13 vozů. Opět bez trestných bodů s plným počtem 500 bodů dojel Müttermüller, Veřmiřovský a také Doleček. Manažerem továrního týmu Tatra byl ing. Miloslav Hron (1921-3, který pak přešel do Zbrojovky, kde byl až do roku 1935). Cenu Výboru AKRČs. byla přiřčena firmě Tatra za výkon jejich malých vozů Tatra 11 (4/12 HP), z nichž dva dojely do cíle soutěže za krajně nepříznivých podmínek bez trestných bodů. Trasa soutěže bylo shodná s loňským ročníkem, tj. 2400 km rozdělených do 6 etap vč. Podkarpatské Rusi. V soutěži o Státní mezinárodní putovní cenu obsadil tým Tatra 3. místo. Cena AKRČs pro řidiče-důstojníky připadla Ministerstvu Národní Obrany z automobilního oddělení, pp. kpt. Kučkovi (Praga), št. kpt. Dolečkovi (Tatra), kpt. Böhmovi (Walter) a nadp. Zieglerovi (Laurin & Klement). Známý redaktor Jaroslav Kalva nazval po skončení náročné soutěže nové dvouválcové vzduchem chlazené Tatry 11 Kodakem mezi automobily.

### 1924

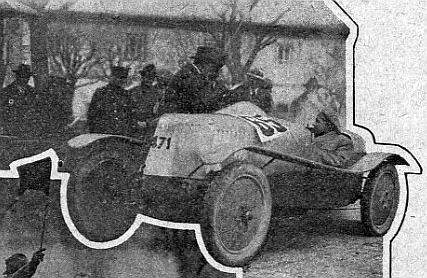
Müttermüller na voze Tatra 11, Zbraslav-Jíloviště (1924)

V závodě do vrchu Zbraslav-Jíloviště (VIII. Ročník, 20. dubna 1924) nasadila Kopřivnická vozovka 3 automobily Tatra 11 (4/12 HP). V cestovních automobilech do 1 100 cm3 zvítězil Veřmiřovský (st. č. 66) v rekordním čase této třídy 4:25,4 min (průměrná rychlost 75,9 km/h), když za sebou nechal Müttermüllera o 1,2 s (st. č. 65, 75,6 km/h) a Hanzelku 4:31 min (st. č. 64, 74 km/h). Tatra v této kategorii obsadila kompletně stupně vítězů. V klasifikaci cestovních vozů podle formule výkonnosti obsadili Veřmiřovský s Müttermüllerem 9. a 10. místo, Hanzelka byl na 12. místě. V tomto hodnocení cestovních automobilů zvítězil Rudolf Caracciola na Mercedesu před Čeňkem Junkem na Bugatti.

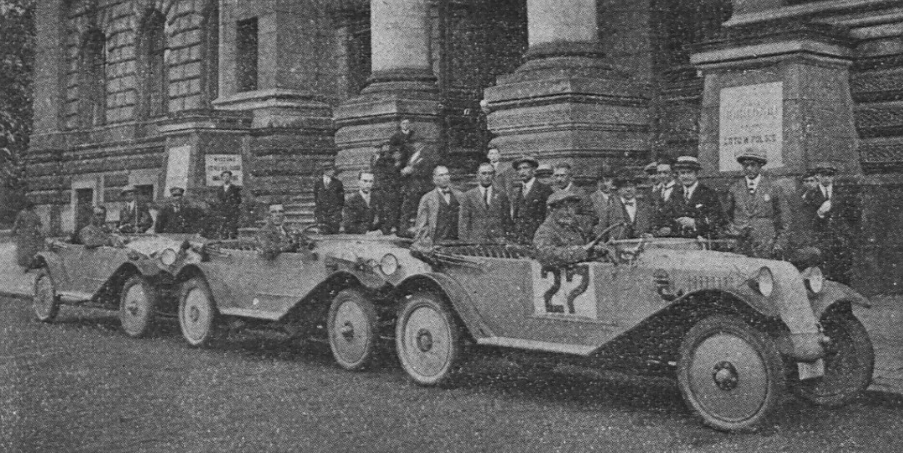
Vítězný tým Veřmiřovský, Müttermüller a Hanzelka s vozy Tatra 11 na Polské soutěži spolehlivosti (1924)

V červenci (7.–12. července) 1924 se Veřmiřovský, Müttermüller a Hanzelka zúčastnili v Polsku s vozy Tatra 11 závodu spolehlivosti dlouhém 2000 km. V kategorii malých vozů získali při této Jízdě spolehlivosti polského automobilového klubu I. týmovou cenu.

### 1925
R. Müttermüller úspěšně startoval na závodu do vrchu Zbraslav-Jíloviště, když obsadil 2. místo v kategorii sportovních automobilů do 1,1 l (st. č. 69). Jeho vůz byl již osazen brzdami i na předních kolech. V této třídě zvítězil A. Dietz na Salmsonu. Úspěch značky Tatra dovršili v cestovních automobilech Veřmiřovský (vítěz třídy do 1,1 l) a Pleskot (vítěz třídy do 5,3 l). Celkovým vítězem se v rekordu trati stal Francouz Albert Divo na šestilitrovém voze Delage Sprint II.
V. ročník mezinárodního závodu do vrchu Ecce Homo se uskutečnil 20. září 1925. Rychard Müttermüler startoval na Tatře 11 v kategorii cestovních vozů, kde dosáhl času 7:44,7 min a obsadil v cestovních automobilech celkově 8. místo. Zvítězil však v třídě do 1,1 l a porazil svého budoucího kolegu Bedřicha Soffera na Sénéchalu.

### 1927
Československá Zbrojovka Brno začala pod označením Z vyrábět v roce 1926 automobily (konstrukce ing. František Mackerle) a pro podporu prodeje zřídila v roce 1927 tovární tým, kterému poskytla první vyráběný automobil řady Z 18 (4/18 HP), sportovní verzi automobilu označenou jako Z 18 Sport. Povedená Z 18 se stala základem ke stavbám různých soutěžních a závodních variant. V zimní soutěži W.M.H.V. z Vídně do Burgerlandu dobyla brněnská Zbrojovka se svými vozy Z 18 „teamové“ ceny. Řidiči R. Müttermüller, B. Soffer a K. Stohanzl v prvním veřejném startu těchto vozů dojeli bez trestných bodů.

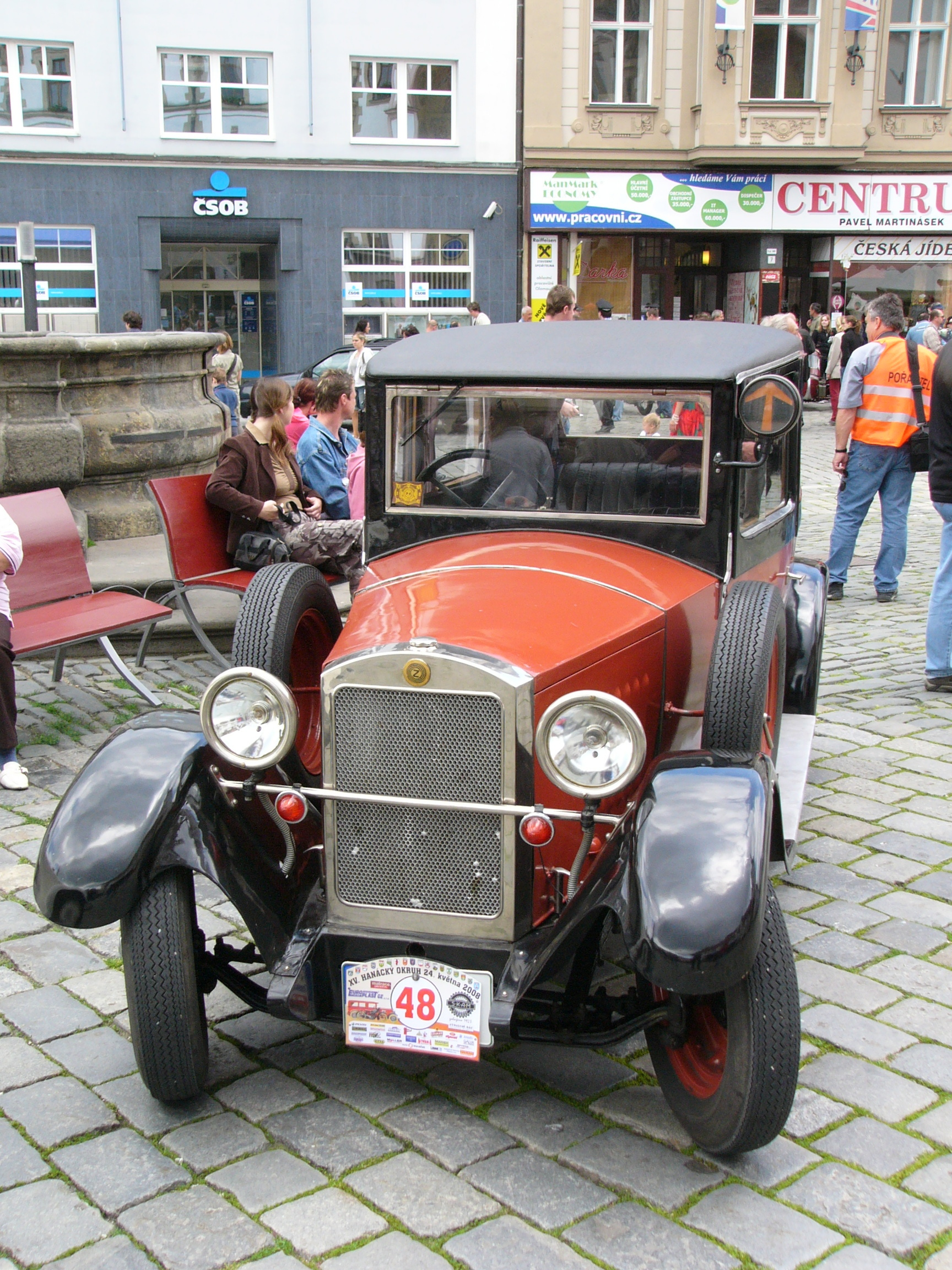
Cestovní Z 18 (1926–1930)

Ke IV. ročníku závodu Brno—Soběšice (3,5 km, převýšení 160 m, max. stoupání 7,5%), který se konal 5. června 1927 za pořadatelství Československého automobilového klubu pro Moravu a Slezsko (ČAMS), byl přihlášen i R. Müttermüller. Ve vlastním závodě startoval v nově utvořeném továrním týmu Čs. Zbrojovky Brno. Ve třídě sportovních vozů do 1,1 l zvítězil Bedřich Soffer v čase 3:16,6 min na Z 18 Sport, čímž vytvořil rekord třídy, před Rychardem Müttermüllerem o 0,3 vt. na stejném voze. První ostré nasazení na Soběšickém kopci přineslo novému týmu i vozu první „double“.
Na 2. ročníku Pradědského okruhu (19. června) již startoval tovární tým Zbrojovky Brno se třemi vozy. Vavřín v kategorii do 1,1 l, která se jela na 10 kol (224 km), pro brněnskou Zbrojovku získal Rychard Müttermüller v čase 3:06:15,7 h. Úspěch Zetky byl dokonán i třetím místem mjr. ve výslužbě, Karla Stohanzla (závodící od toho data pod pseudonymem „Flieger“, které si zvolil jako bývalý vojenský pilot v rakousko-uherské armádě) a šestým místem Bedřicha Soffera, který zajel nejrychlejší kolo třídy za 18:10,9 min. Všichni zbrojováci jeli na typu Z 18. Soffer dojel na 6. místě, přestože ve 3. kole vrazil do Kášova vozu Imperia, který po smyku zůstal stát napříč silnice. Oprava stála Soffera 3 kola, o které mu ostatní ujeli. Závod dokončil o více než 65 minut za vítězem. V případě Sofferova vozu se mělo jednat o první použití prototypového, šestiválcového motoru, který se mu stal později osudným. Jednalo se o dvoudobý přeplňovaný šestiválec s protiběžnými písty označený jako Z 2 a byl vestavěn do sportovně-závodního speciálu označeném jako Z 6V.
Na VII. ročníku mezinárodního závodu do vrchu Schöber (Stožec, Schöberbergrennen) u Rumburka v kategorii sportovních vozů do 1,1 l byl Müttermüller první za 3:06,4 min, druhý byl Soffer (3:12,9 min). V kategorii závodních vozů do 1,1 l byl nasazen „Flieger“ (Stohanzl) a obsadil první místo v čase 3:08,4 min. Závod uspořádal Severočeský svaz motoristů (Nordböhmischer Kraftfahrerbund) na trati dlouhé 4 km s maximálním stoupáním až 12%.
Na konec sezóny 1927 startoval Müttermüller 18. září 1927 na VII. mezinárodním závodu do vrchu Ecce Homo, kde se strojem Z v čase 7:20,9 min vyhrál kategorii do 1,1 l a v této třídě vytvořil nový traťový rekord. Komentář v odborném měsíčníku Auto k tomu uvedl: „Dalšího, a krásného úspěchu a důkazů svých předností dosáhl sportovní vůz brněnské Zbrojovky, překonav dosavadní Amilcarův rekord kategorie pod jistou rukou sympatického Müttermüllera.“ Ve sportovních vozech dojel na 2. místě, v automobilech jako 7. a v celkovém hodnocení společně motocykly na 25. místě.

### 1928
Soutěžní sezóna byla zahájena již v únoru účastí továrního týmu Zbrojovky na mezinárodní Rakouské zimní soutěži spolehlivosti. Ve velké a silné konkurenci, složené z vozů známých osvědčených značek, dobyl tříčlenný tým »Zetek« („Flieger“, Müttermüller a Soffer) vítězství opravdu senzačního, neboť dojel s matematickou jistotou bez jediného trestného bodu. Získal cenu pro tým a tři medaile pro jednotlivce, jakož i pohár za nejpravidelnější a nejhospodárnější jízdu. Tento úspěch se stal nejlepším vysvědčením pro kvalitu sériových vozů »Z«.
5. ročník klubového závodu ČAMS do vrchu Brno-Soběšice (13. května) měl jistou „senzaci“, a to startem nových závodních vozů Z brněnské Zbrojovky, která vyslala do závodu jeden vůz Z 6V se šestiválcovým, dvoudobým motorem (Z 2) o zdvihovém objemu 1085 cm3 se dvěma kompresory (Bedřich Soffer) a také znamenitý dvoutaktní dvouválec s kompresorem (Müttermüller a „Flieger“). Ačkoliv tyto vozy ještě ne zcela vyšly ze stadia pokusů a byly vyslány do závodu možno říci také experimentálně, přece hned na poprvé dokázaly v rukou výborných řidičů zvítězit. V kategorii závodních vozů do 1,1 l Bedřich Soffer bezkonkurenčně ve své kategorii zvítězil a dokonce ustanovil pro tuto třídu nový rekord trati v čase 2:53,6 min. Nový Z 6V pro svůj ohromující řev a oblaka dýmu z přeplňovaného dvoutaktního motoru dostal přezdívku Pekelník. „Flieger“ (1.) s Müttermüllerem (2.) obsadili prvá dvě místa v závodě sportovních vozů do 1,1 l. Úspěch Zbrojovky byl dokonán prvními 3 místy v cestovních vozech do 1000 cm³, kde jezdci za Zetkách obsadili stupně vítězů v pořadí Karel Divíšek, J. Najman a ing. Václavíková-Zichová.
Podobný úspěch jako v zimním Rakousku zaznamenal tovární tým Zbrojovky při československé „Hvězdicové jízdě spolehlivosti“, kterou uspořádal Východočeský Autoklub v Hradci Králové 24. června 1928. Tým sériových Zetek Z 18 obsadil 1. místo ve složení ing. Voženílek a Rychard Müttermüller. Na Růžicové jízdě východočeské na 500 km zvítězil tříčlenný týmu Čs. Zbrojovky, za což jezdci obdrželi zlaté plakety a společně krásnou cenu pro team.
Počátkem září 1928 tragicky havaroval a při nehodě zahynul jeho kolega ze závodního týmu Zbrojovky, Bedřich Soffer. V důsledku této nehody opustil závodní tým Zetek a dalších sportovních podniků se zúčastňoval již zřídka, spíše jako soutěžní jezdec na cestovních automobilech a až od roku 1930 přednostně v méně nebezpečných jízdách a soutěžích spolehlivosti.

### 1930

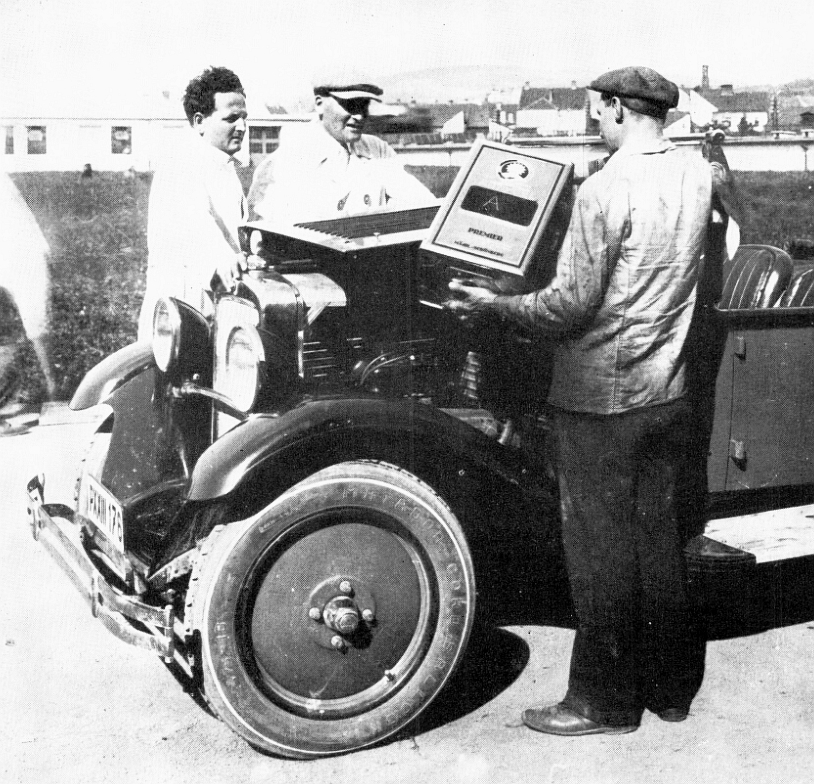
Rychard Müttermüller (v čepici) v soutěži spolehlivosti s vozem Z 9 (1930)

Dvoudenní soutěž Jízda spolehlivosti Moravou se uskutečnila o velikonočních svátcích 20.–21. dubna 1930. Jízda uspořádaná autoklubem ČAMS měřila přes 800 km. I. etapa vedla z Brna, Vyškov, Prostějov, Kroměříž a Přerov do Olomouce. Soutěž pak pokračovala přes Opavu, Moravskou Ostravu, Příbor, Frenštát p. R. a Rožnov p. R. do Luhačovic, kde byl cíl etapy. Druhý den se pokračovalo II. etapou přes Uherský Brod, Uh. Ostroh, Kyjov, Hodonín, Břeclav, Mikulov, Znojmo, Jihlavu, Žďár a Nové Město do Brna. Přihlásilo 91 posádek, z nichž odstartovalo 75, z toho 21 motocyklů, 7 sidecarů a 47 automobilů. Do cíle dojelo 64 vozidel (19 motocyklů, 5 sidecarů a 40 automobilů). Bez trestných bodů v kategorii automobilů dojelo nejvíce aut Čs. Zbrojovky Brno. Na nových strojích Z 9 startoval tovární tým ve složení R. Müttermüller, Antonín Kahle a ing. Antonín Voženílek, zatímco „ženský“ tovární tým absolvoval soutěž na osvědčených Z 18 ve složení ing. Václavíková-Zichová, Anni Chorinská a Ella Pavláková.

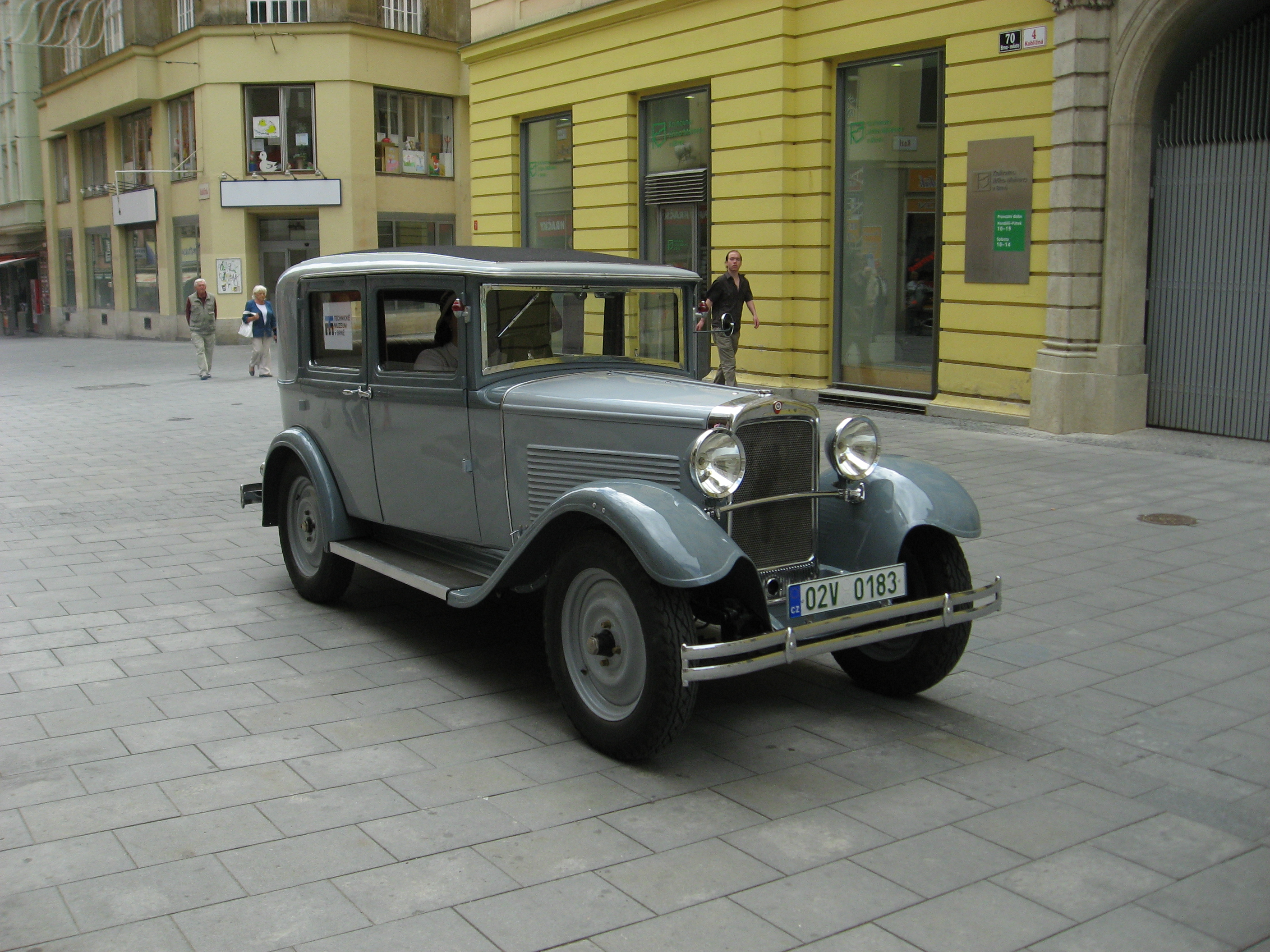
Cestovní Z 9 (1930–1932)

Na jaře 1930 Zbrojovka přihlásila faeton Z 9 k jízdě 10 000 km Evropou, vypsané německým autoklubem AvD. Jízda se však pro malý počet přihlášených neuskutečnila (soutěž se startem a cílem v Berlíně se nakonec jela na přelomu května a června 1931). Tovární jezdci A. Kahle a R. Müttermüller přesto v létě 1930 absolvovali s faetonem Z 9 se zaplombovanou kapotou původně plánovanou trasu křížem krážem evropským kontinentem.
Jihočeské soutěže spolehlivosti se 7. září 1930 zúčastnil i tříčlenný tým brněnské Zbrojovky. Na vozech Z 9 jeli Kahle a Müttermüller, na starším Z 18 Marek. Bylo přihlášeno 107 jezdců, odstartovalo 90 a dokončilo 78. Soutěž v délce 450 km vedla čtyřmi okruhy a byla proponována na 10 hodin jízdy.NL 8.9.30, č. 36, s. 3 Zlatou plaketu jihočeského autoklubu z týmu Zbrojovky obdrželi na Z 9 Kahle i Müttermüller, na Z 18 Marek. V soutěži se představil mladý ostravský jezdec Kamil Kadlčák na Zetce, jezdil i na Tatře (1930-1). Následoval tak „cestu“ Müttermüllera a stal se již v roce 1931 novým továrním jezdcem Zbrojovky. Filmová společnost Terra-Film Brno natočila o této soutěži dokumentární film V autu křížem krážem Jižními Čechami. Byly v něm vyzdviženy nejenom krásy Jižních Čech ale i výkony řidičů Müttermüllera, Kadlčáka, Kahleho na automobilech Z 18 a Z 9. Film je uložen v Národním filmovém archívu v Praze.

### 1931
Soutěž spolehlivosti aut a motocyklů Moravou byla konána jako dvoudenní velikonoční jízda 5.-6. dubna 1931 a byla označena brněnskými Lidovými novinami jako z nejzajímavějších a nejúspěšnějších cestovních soutěží sportovního kalendáře čs. automobilismu vůbec. Po ujetí 825 km skončila na velikonoční pondělí v Brně. Z 61 startujících do cíle bez trestných bodů dojelo 50 strojů, z toho 35 automobilů. V týmech uspěl i tým zetek ve složení R. Müttermüller, K. Kadlčák a A. Kahle a obdržel pozlacenou plaketu. Všichni tito 3 jezdci obdrželi i bronzové plakety za hodnocení v jednotlivcích.
Rekordní účast 110 přihlášených měla Soutěž autoklubu Tábor III. automotocyklová soutěž "Krajem Žižkovým", která se jela 10. května 1931. Trasa 316 km dlouhá vedla z Tábora přes Bechyni, Milevsko, Sedlčany, Benešov, Pelhřimov, Počátky a Soběslav do Tábora. Za tým brněnské Čs. Zbrojovky startovali R. Müttermüller, K. Kadlčák a A. Kahle, mimo tým jako „volní“ jezdci soutěž absolvovali na Zetkách další 3 piloti. Všichni startovali v třídě do 1200 cm³ s automobily Z 9. Zlaté medaile získalo 70 soutěžících, kteří dojeli bez trestných bodů, čestné ceny získalo 7 soutěžících týmů. Bez trestných bodů a zlacené plakety získali všichni členové továrního týmy Müttermüller, Kadlčák a Kahle a také „volní“ jezdci MUDr. A. Vyskočil, J. Prokop a A. Schiller. V této kubatuře bylo uděleno 10 zlatých, z nichž 6 získali jezdci na Zetkách. Tovární tým Zetky získal i Cenu teamovou.
To byla zřejmě jeho poslední účast v soutěžní jízdě. V roce 1931 mu bylo již 43 let. K jeho rozhodnutí jistě přispělo i ukončení výroby modelu Z 9 v létě 1932. Automobilová výroba v brněnské Zbrojovce měla tehdy na kahánku. Nastoupil do Pragovky a byl vedoucím jejího servisu v Ostravě.